# Chhaprauli
Chhaprauli é uma cidade e uma nagar panchayat no distrito de Baghpat, no estado indiano de Uttar Pradesh.

## Geografia
Chhaprauli está localizada a 29° 13′ N, 77° 11′ L. Tem uma altitude média de 240 metros (787 pés).

## Demografia
Segundo o censo de 2001, Chhaprauli tinha uma população de 17,795 habitantes. Os indivíduos do sexo masculino constituem 54% da população e os do sexo feminino 46%. Chhaprauli tem uma taxa de literacia de 56%, inferior à média nacional de 59.5%; a literacia no sexo masculino é de 66% e no sexo feminino é de 43%. 15% da população está abaixo dos 6 anos de idade.